# Oberpreth
Oberpreth is een plaats in de Duitse gemeente Hellenthal, deelstaat Noordrijn-Westfalen, en telt 7 inwoners (2006).